# Délie de Cossé-Brissac
Adélaïde Hyacinthe Délie de Cossé-Brissac (Versailles, 11 de abril de 1787 - 21 de dezembro de 1869), também chamada de Délie de Cossé-Brissac ou pelo seu nome religioso Soeur/Mère Marie de Saint-Louis de Gonzague, foi uma francesa nascida em família nobre que abdicou de seus bens para fundar, em 1829, o Monastère de l'Immaculée-Conception de Craon (Monastério da Imaculada Conceição, de Craon), pertencente a um ramo da Ordem dos Beneditinos, o Bénédictines du Saint-Sacrement (Beneditinas do Santíssimo Sacramento), localizado em Craon, uma comuna francesa, localizada no departamento de Mayenne, na região do Pays de la Loire.

## Biografia
Filha de François-Artus-Hyacinthe-Timoléon (Conde de Cossé) e Marie-Adélaïde-Camille de la Forest d'Armaillé, Délie de Cossé-Brissac tinha um irmão e uma irmã, Artus-Hugues-Gabriel-Timoléon (Conde de Cossé-Brissac) e Alexandrine-Camille de Cossé-Brissac. 
Entrou para a vida religiosa aos 28 anos, no dia 31 de julho de 1815, no Monastère des Filles du Saint Sacrement, em Rouen, adotando a partir daí o nome Soeur (Irmã) Marie de Saint-Louis de Gonzague.
É eleita Pioneira em 2 de julho de 1826, assumindo seu compromisso por escrito, do qual extrai-se este trecho:
"Je n'en rebuterai jamais aucune (parlant de ses sœurs), j'éviterai de témoigner un air d'ennui ou de contrariété, quelque importunité que j'éprouve... Je serai douce et affable dans mes paroles..."
"Eu nunca repelirei a qualquer uma (falando de suas irmãs), evitarei manifestar um ar de desinteresse ou de contrariedade diante de qualquer importunidade que eu experiencie... Serei gentil e afável em minhas palavras..." (tradução livre)
Em 1829 liderou a criação de uma comunidade de freiras em Craon, o Monastère de l'Immaculée-Conception de Craon (Monastério da Imaculada Conceição, de Craon), autorizado por  Charles X. Isso foi possível graças à venda do Château de Craon, castelo de sua família, construído por seu avô em 1975. Por ser de cara manutenção, seu irmão Artus de Cossé-Brissac, decide vendê-lo em 1827, enquanto Délie e sua irmã Camille renunciam ao direito de herança. O Castelo foi vendido ao Marquês de Champagné e Artus promete ajuda financeira à irmã para a fundação do Monastério.
Artus adquire as instalações de um antigo convento dominicano, criado em 1627, necessitando de restauração. Para esta fundação, Délie, chamada agora de Mère (Madre) Marie de Saint-Louis de Gonzague, chega a Craon em 2 de julho de 1829, com algumas irmãs do Monastério de Rouen, que faz o grande sacrifício de se privar de 3 ou 4 freiras e de uma Pioneira amada por todas.     
Em 03 de julho, enquanto o pequeno grupo fundador é hospedado por Camille, a irmã da madre superiora, inicia-se um recrutamento que não vai falhar com o tempo.
As freiras concordam em abrir uma escola gratuita para a educação de meninas pobres. Mas em julho de 1829, o trabalho de repente parece imenso para aquelas mulheres que têm como única ferramenta a fé incompreensível para muitas pessoas e o apoio de um Deus silencioso e invisível. As instalações físicas necessitam de urgente reforma. É então que, aos 42 anos, a Madre Marie de Saint-Louis de Gonzague não hesita em tomar a pá para carregar caminhões de entulho junto aos trabalhadores da obra, ou em "partir o pão" como eles em um canto do quintal e fazer, assim, a admiração de todos. 
Esse primeiro inverno de 1829 foi terrível para as freiras, repleto de privações, tendo as batatas cozidas como seu principal alimento. Os habitantes da cidade, no entanto, tocados pela situação, começaram a fornecer apoio que será repetido ano após ano, até os dias de hoje.
Sua fundadora governou a comunidade por 40 anos, humilde e gentil com todos, depois de alguns anos de exílio na Rússia durante a revolução, ela dedicou sua vida a crescer no amor por Cristo e pelo seu próximo. Fazer o bem sem descanso e não negligenciar a nada para agradar Maria Imaculada.
O Senhor chama-lhe em 21 de dezembro de 1869, às 15h00, em seus mais de 82 anos. Madre Marie de Saint-Louis de Gonzague foi enterrada em uma pequena capela do monastério, perto do oratório, ao lado de sua irmã Camille e sua mãe Marie de la Forest d'Armaillé Comtesse de Cossé-Brissac.
Entre as "Bénédictines de l'Adoration Perpétuelle du Saint Sacrement", cada freira carrega em seu colar a sua própria cruz, ao contrário de outros monastérios em que apenas a abadessa usa um colar de cruz. 
Hoje, as freiras beneditinas do Santíssimo Sacramento de Craon perpetuam, com amor e mansidão, o trabalho realizado pela fundadora. Dia e noite, sem parar, as freiras se revezam na oração e adoração do Santíssimo Sacramento, onde quer que estejam, para interceder pelo mundo. 
Página Oficial das Beneditinas: http://benedictines.france.free.fr/pages/indexpag.html

## Obra literária de sua autoria
Délie de Cossé-Brissac. "Notice sur la vie et la mort de Berthe-Julie-Clémentine BOULAY". Angers. 1871. 

## Obra literária sobre a sua vida
R.P.Dom Louis Paquelin. "Vie et souvenirs de Madame Cossé-Brissac". Paris. 1876.